# デンマーク語版ウィキペディア
デンマーク語版ウィキペディア（デンマークごばんウィキペディア）は、2002年2月1日に始まったデンマーク語のウィキペディアである。2018年3月2日時点で、約235,000本の記事が存在する。デンマーク語は、スウェーデン語やノルウェー語と相互理解度が高いので、管理者はウィキメディアのメタウィキサイトを通じて協力している。

## 特徴
フェアユースなし
デンマーク語版ウィキペディアでは、フェアユースの規程を定めていない。ウィキメディアロゴを除く全ての画像はフリーライセンスで入手できなければならない。
著作権法
デンマークの法律によって著作権を免除される文章、第三者から提供可能な画像は、英語版やドイツ語版のウィキペディアと比べて非常に少ない。提供元の国の著作権法で著作権の対象とならない画像は許容される。デンマーク政府による文章は、法律文等を除いて著作権法で保護の対象となる。
コモンズ
デンマーク語版ウィキペディアにアップロードされるファイルは、1週間以内に記事に使われなければ、削除される。コモンズへのアップロードが強く推奨されている。
記事の評価
デンマーク語版ウィキペディアには、英語版ウィキペディアのfeatured articles（秀逸な記事）やA-gradeに相当する記事のランク付けはない。最上位のグレードは、英語版のgood articles（良質な記事）に相当するAnbefalede artikler (AA)（推奨記事）である。このレベルに達した記事として認められるには、まずLovende artikler (LA)（期待できる記事）に選ばれた後、Wikipedia:秀逸な記事の選考と似た過程を経る必要がある。スタブクラス、スタートクラス、Bクラスに相当するカテゴリーも存在する。Anbefalede artiklerには、英語版ウィキペディアで良質な記事に使われるアイコンが付けられ、Lovende artiklerには同じ模様の青いアイコンが付けられる。
プロジェクトとポータル
ウィキプロジェクトとウィキポータルは導入されている。例えば歴史ポータルや、デンマークの教会のフリー画像を作ることを目的とした"Shoot a Church"プロジェクト等がある。
GAタスクフォース
2007年に、全ての記事をAAレベルに引き上げることを目的としたAAタスクフォースが始められた。英語版ウィキペディアのFeatured topicsと似たアイデアであるが、記事の質は英語版と比べると低い。
今週の記事
Ugens artikel (UA)（今週の記事）に選ばれた記事が、1週間の間、トップページに掲載される。この記事は投票によって決められ、1週間の間にさらに改良されることが強く期待される。

## 統計
2018年3月現在、デンマーク語版ウィキペディアの記事数は、ゲルマン語派で書かれた記事のうち約1.59%を占めている。これは、右のグラフの通り、同じ語派の中では6番目、北ゲルマン語群の中では3番目。
- 1.000記事 2003年2月2日.
- 10.000記事 2003年6月(新たな計算方法による)
- 25.000記事 2005年6月
- 50.000記事 2006年9月30日.
- 100.000記事 2008年12月29日.
- 150.000記事 2011年5月25日.
- 200.000記事 2015年6月11日.
- 222.222記事 2016年12月31日.

## ウィキメディアデンマーク
ウィキメディアデンマークは、特にデンマーク語、フェロー語、グリーンランド語のウィキメディアプロジェクトをサポートすることを目的とした会員制の組織である。ウィキメディア財団の国内支部となることを目標としている。2009年3月14日にコペンハーゲンのUnitarisk Kirkesamfundでミーティングを開催し、2009年7月3日にウィキメディア財団から承認された。現在の議長はOle Andersenである。

## ギャラリー

15周年記念
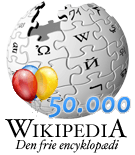
5万記事記念
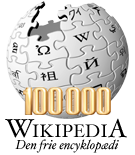
10万記事記念
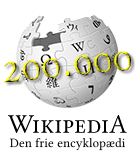
20万記事記念
25万記事記念
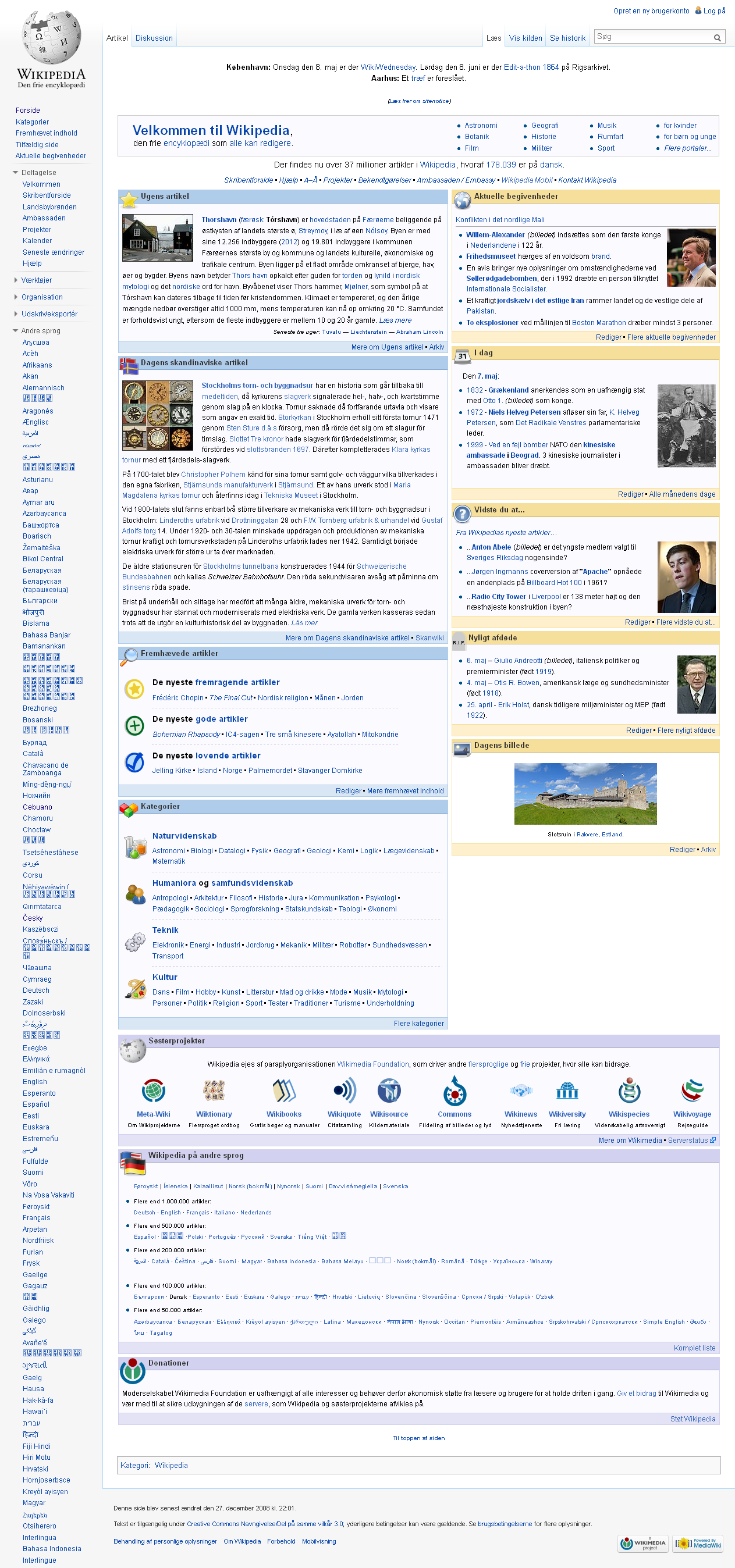
2013年5月7日時点でのメインページ